# Лумпарланд
Лумпарланд (швед. Lumparland, фин. Lumparland) — община в Финляндии, занимающая одноимённый остров Лумпарланд (устаревшее российское название — Люм) на Аландских островах. Площадь составляет всего 87,06 км², из которых 50,8 км² занято водой (6-я, самая маленькая община Финляндии).
Главная деревня общины — Клеметсбю, где расположены банк, церковь, почта и школа. В восточной части общины расположен порт Лонгнес. Высшая точка региона — 60,7 м над уровнем моря.

## Население
На 31 января 2011 года в общине Лумпарланд проживало 392 человека: 201 мужчина и 191 женщина. По данным на 31 января 2012 года население составляет 397 человек, из них 204 мужчины и 193 женщины. Плотность населения — 10,95 чел/км². Официальный язык — шведский.
Финский язык является родным для 5,58 % жителей, шведский — для 91,37 %. Прочие языки являются родными для 3,05 % жителей общины.
Возрастной состав населения:
- до 14 лет — 17,86 %
- от 15 до 64 лет — 60,71 %
- от 65 лет — 21,94 %

Динамика численности населения:
| Год  | Численность |
| ---- | ----------- |
| 1980 | 302         |
| 1990 | 322         |
| 2000 | 377         |
| 2010 | 394         |
| 2011 | 392         |

## Достопримечательности
Среди достопримечательностей региона можно отметить местную церковь св. Андрея, которая является старейшей деревянной церковью Аландских островов (построена в 1720-е гг.). К западу от общины находится заполненный водой 9-километровый ударный метеоритный кратер Лумпарн возрастом около миллиарда лет (протерозой).